# Horacio Calcaterra
Horacio Martín Calcaterra Thomas  (Correa, 22 de fevereiro de 1989)  é um futebolista argentino-peruano que atua como meio-campista. Atualmente defende o Universitario de Deportes.

## Carreira
Horacio Calcaterra estreou-se em 2008 jogando pelo Rosario Central, onde permaneceu por três temporadas. Chegou ao Peru em 2011 e jogou pelo Unión Comercio naquele ano foi um dos melhores do time. Jogou 26 jogos e marcou 4 gols.
No início de 2012 assinou pelo Universitario de Deportes. Foi listado como uma das melhores contratações do clube no ano, disputando 34 partidas e marcando 7 gols. Em 2013, assinou pelo Sporting Cristal, clube com o qual jogou pela primeira vez na Copa Libertadores da América. Em 2014, Calcaterra conquistou o Campeonato Peruano. Em novembro de 2022, o Sporting Cristal oficializa a saída de Horacio Calcaterra, após muitas temporadas e 5 títulos conquistados.

### Universitario
Em 2023 assinou pelo clube Universitario de Deportes, onde já esteve na temporada de 2012, estreou na partida de apresentação contra o Aucas, depois participou dos amistosos no Chile, onde os resultados foram adversos para o Universitario.
Numa entrevista polémica, Calcaterra afirmou que pretendia manter-se no Sporting Cristal, mas não se sentiu apoiado pelo clube. No dia 9 de abril, o Universitario enfrentou o Atlético Grau em partida válida pelo campeonato peruano, Calcaterra entrou no segundo tempo e fez o segundo gol que ajudaria o Universitario a vencer o jogo.

## Títulos
Sporting Cristal
- Campeonato Peruano: 2014, 2016, 2018 e 2020
- Copa Bicentenario: 2021
- Torneo Apertura: 2015,[11] 2018[12] e 2021[13]
- Torneo Clausura: 2014,[14] 2016[15]
- Torneo de Verano: 2018[16]